# Pacos Pete
Pacos Pete è un videogioco di genere misto e ambientazione western pubblicato nel 1987 per Commodore 64 dalla Americana Software, un'etichetta della Mastertronic. A volte è riportato con il sottotitolo The High Plains Drifter (simile al titolo originale del film Lo straniero senza nome), mentre viene usato il titolo Pecos Pete sulla copertina della riedizione Mastertronic nella collana 2 on One, in coppia con Pipeline 2 (una riedizione di Super Pipeline II).

## Modalità di gioco
Il giocatore controlla il cowboy Pacos Pete attraverso quattro fasi d'azione con meccaniche di gioco molto diverse tra loro.
Nella prima fase Pacos attraversa il deserto a piedi, con visuale laterale e scorrimento orizzontale. Mentre il personaggio cammina automaticamente verso destra, il giocatore può cambiarne la posizione orizzontale rispetto allo schermo e tramite un mirino dare colpi con la frusta a diverse altezze, per eliminare gli ostacoli prima che gli arrivino addosso. Ci sono ad esempio cactus, scorpioni, palle di rovi rimbalzanti e frecce indiane.
La seconda fase avviene con visuale in prima persona fissa sulla strada di una cittadina. Con un mirino si deve sparare ai nemici che si affacciano dagli edifici, nonché a ragni e serpenti. I proiettili sono limitati, ma vengono lanciate delle ricariche da raccogliere sparandogli. Periodicamente si presenta da solo sulla strada uno sceriffo con il quale si ingaggia un duello.
La terza fase è in un saloon con musica e ballerine; Pacos è fermo al bancone e il suo compito è solo afferrare al volo i boccali che il barista gli lancia, premendo il pulsante al momento giusto. Quando li manca, si frantumano sul tavolo di un altro cowboy che infine si arrabbia e sfida Pacos a una prova di braccio di ferro, basata sullo smanettamento del joystick.
L'ultima prova è la mungitura di una mucca all'esterno di un ranch. Muovendosi in due dimensioni, Pacos deve portare fieno alla mucca, spostare il secchio e mungere fino a riempire un bidone di latte, evitando di scivolare sui mucchietti di sterco che compaiono in terra.